# Prince Tour
Tournées par Prince
Dirty Mind Tour
(1980-81)
Le Prince Tour (en français, la « tournée de Prince ») est la première tournée musicale de l'artiste du même nom, elle fait la promotion de son deuxième album portant également son nom. La tournée a commencé par le tour de petites salles de concert pour 16 dates, et dans une seconde partie Prince rejoint Rick James pour faire la première partie de ses concerts, 43 dates sont donc ajoutées. La tournée s'est déroulée entre novembre 1979 et mai 1980.

## Histoire
La tournée servit de promotion aux chansons des deux premiers albums de Prince. Seulement 7 à 8 titres en moyenne par show, car la majorité furent des premières parties de concert de Rick James, les apparitions durant tout de même presque quarante minutes. La dernière chanson fut souvent une chanson que Prince venait de rédiger. De nombreux conflits eurent lieu avec la claviériste Gayle Chapman en raison de ses croyances religieuses. Elle quitta le groupe et fut remplacée par Lisa Coleman qui fit aussi les chœurs et devint par la suite une proche collaboratrice de Prince.
Au début de l'année après la sortie de For You, Prince effectua deux concerts organisés par la Warner Bros, qui estima finalement qu'il n'était pas encore prêt pour une tournée. Il dut attendre la sortie de son deuxième album 9 mois plus tard.
Le « Prince Tour » fonctionna plutôt bien aux États-Unis et contribua à augmenter la popularité de Prince. C'est pourquoi il ne fit sa première tournée mondiale que cinq ans plus tard, refusant par ailleurs trois dates en Europe.
Un journaliste qualifia Prince de gibier de potence en costume blanc rayé de noir. Il n'adoptera le Funk-Man[Quoi ?] que lors de sa tournée Dirty Mind Tour.
Quand Prince rejoignit Rick James, il fut présenté comme l'un des prochains maîtres du funk. Il apparut très vite que Prince plaisait à la foule, car il bougeait plus en quarante minutes que le groupe suivant pendant deux heures. C'est pourquoi des tensions s'installèrent entre Rick James et Prince, qui préféra l'éviter après les shows.

## Faits divers
- Après le concert à La Nouvelle-Orléans le 2 décembre, Prince attrapa une pneumonie qui entraina l'annulation d'une dizaine de dates et d'un final le 16 décembre à Minneapolis.
- Le 9 février pendant le concert à Minneapolis, Prince embrassa Gayle Chapman en plein milieu de la chanson Head.

## Groupe
- Prince : chant et guitare
- Dez Dickerson : guitare
- André Cymone : basse
- Matt Fink : clavier
- Gayle Chapman : clavier
- Bobby Z. : batterie

## Liste des titres interprétés
1. Soft and Wet
2. Why You Wanna Treat Me So Bad?
3. Still Waiting
4. I Feel for You
5. Sexy Dancer
6. Just as Long as We're Together
7. I Wanna Be Your Lover

On peut y ajouter Head qui a été dévoilé durant la tournée et amélioré au cours des shows, et Why You Wanna Treat Me So Bad? interprété à deux reprises durant la tournée et pour des raisons inconnues plus jamais rejoué par la suite.

## Dates des concerts
| #               | Date              | Ville               | Pays       | Salle                          | Audience |
| --------------- | ----------------- | ------------------- | ---------- | ------------------------------ | -------- |
| Prince Tour     |                   |                     |            |                                |          |
| 1               | 5 janvier 1979    | Minneapolis         | États-Unis | Capri Theatre                  | 300      |
| 2               | 6 janvier 1979    | Minneapolis         | États-Unis | Capri Theatre                  | 300      |
| 3               | 26 novembre 1979  | Los Angeles         | États-Unis | Roxy Theatre                   | 500      |
| 4               | 28 novembre 1979  | Denver              | États-Unis | Rainbow Music Hall             | 500      |
| 5               | 29 novembre 1979  | Dallas              | États-Unis | Western Place Club             | 20       |
| 6               | 1er décembre 1979 | Houston             | États-Unis | The Palace                     | 200      |
| 7               | 2 décembre 1979   | La Nouvelle-Orléans | États-Unis | Ole Man Rivers                 | 500      |
| 8               | 2 décembre 1979   | La Nouvelle-Orléans | États-Unis | Ole Man Rivers                 | 500      |
| 9               | 9 février 1980    | Minneapolis         | États-Unis | Orpheum Theater                | 1 000    |
| 10              | 11 février 1980   | Cincinnati          | États-Unis | Bogart's                       | 450      |
| 11              | 14 février 1980   | Philadelphie        | États-Unis | Emerald City                   | 400      |
| 12              | 15 février 1980   | New York            | États-Unis | Bottom Line                    | 400      |
| 13              | 15 février 1980   | New York            | États-Unis | Bottom Line                    | 400      |
| 14              | 16 février 1980   | New York            | États-Unis | Bottom Line                    | 400      |
| 15              | 16 février 1980   | New York            | États-Unis | Bottom Line                    | 400      |
| 16              | 17 février 1980   | Boston              | États-Unis | Paradise Club                  | 730      |
| Rick James Tour |                   |                     |            |                                |          |
| 17              | 21 février 1980   | Dallas              | États-Unis | Tarrant Convencion Center      |          |
| 18              | 22 février 1980   | Dallas              | États-Unis | Tarrant Convencion Center      |          |
| 19              | 23 février 1980   | Shreveport          | États-Unis | Hershman Coliseum              |          |
| 20              | 24 février 1980   | Houston             | États-Unis | Sam Houston Building           |          |
| 21              | 28 février 1980   | Chicago             | États-Unis | Uptown Theatre                 |          |
| 22              | 29 février 1980   | Chicago             | États-Unis | Uptown Theatre                 |          |
| 23              | 1er mars 1980     | Pittsburgh          | États-Unis | Stanley Theatre                |          |
| 24              | 2 mars 1980       | Pittsburgh          | États-Unis | Stanley Theatre                |          |
| 25              | 5 mars 1980       | Greenville          | États-Unis | Coliseum                       |          |
| 26              | 6 mars 1980       | Atlanta             | États-Unis | The Omni                       |          |
| 27              | 7 mars 1980       | Jacksonville        | États-Unis | Veterans Memorial Coliseum     |          |
| 28              | 8 mars 1980       | Lakeland            | États-Unis | Civic Center                   |          |
| 29              | 9 mars 1980       | Miami               | États-Unis | Sunrise Theatre                |          |
| 30              | 14 mars 1980      | Hampton             | États-Unis | Rhodes Coliseum                |          |
| 31              | 15 mars 1980      | Raleigh             | États-Unis | Dorton Arena                   |          |
| 32              | 16 mars 1980      | Columbia            | États-Unis | Carolina Coliseum              |          |
| 33              | 20 mars 1980      | Rochester           | États-Unis | War Memorial                   |          |
| 34              | 21 mars 1980      | Cleveland           | États-Unis | Public Hall                    |          |
| 35              | 22 mars 1980      | Louisville          | États-Unis | Freedom Hall                   |          |
| 36              | 23 mars 1980      | Détroit             | États-Unis | Cobo Arena                     |          |
| 37              | 27 mars 1980      | Atlanta             | États-Unis | Memorial Auditorium            |          |
| 38              | 28 mars 1980      | La Nouvelle-Orléans | États-Unis | Municipal Auditorium           |          |
| 39              | 29 mars 1980      | Jackson             | États-Unis | Mississippi Coliseum           |          |
| 40              | 30 mars 1980      | Lake Charles        | États-Unis | Le Centre Civique              |          |
| 41              | 2 avril 1980      | Buffalo             | États-Unis | Buffalo Memorial Auditorium    |          |
| 42              | 3 avril 1980      | Toledo              | États-Unis | Toledo Sports Arena            |          |
| 43              | 4 avril 1980      | Saginaw             | États-Unis | Wendler Arena                  |          |
| 44              | 5 avril 1980      | Indianapolis        | États-Unis | Market Square Arena            |          |
| 45              | 6 avril 1980      | Saint Louis         | États-Unis | Checkerdome                    |          |
| 46              | 7 avril 1980      | Milwaukee           | États-Unis | Mecca                          |          |
| 47              | 10 avril 1980     | Savannah            | États-Unis | Savannah Civic Center          |          |
| 48              | 11 avril 1980     | Greensboro          | États-Unis | Greensboro Coliseum            |          |
| 49              | 12 avril 1980     | Baltimore           | États-Unis | Baltimore Civic Center         |          |
| 50              | 13 avril 1980     | Springfield         | États-Unis | Springfield Civic Center       |          |
| 51              | 17 avril 1980     | Birmingham          | États-Unis | Jefferson Civic Center         |          |
| 52              | 18 avril 1980     | Memphis             | États-Unis | Mid-South Coliseum             |          |
| 53              | 19 avril 1980     | Huntsville          | États-Unis | Von Braun Civic Center         |          |
| 54              | 20 avril 1980     | Dayton              | États-Unis | University of Dayton Arena     |          |
| 55              | 24 avril 1980     | Richmond            | États-Unis | Richmond Coliseum              |          |
| 56              | 25 avril 1980     | Charlotte           | États-Unis | Charlotte Coliseum             |          |
| 57              | 26 avril 1980     | Macon               | États-Unis | Macon Coliseum                 |          |
| 58              | 27 avril 1980     | Nashville           | États-Unis | Nashville Municipal Auditorium |          |
| 59              | 3 mai 1980        | Washington          | États-Unis | Capital Centre                 |          |